# Matthew McCaslin
Matthew McCaslin (Bay Shore, 1957) è un artista statunitense.
Egli vive e lavora a Brooklyn, New York. Le sue opere trattano dell'interazione fra natura e tecnologia, combinando ogni giorno materiali da costruzione o elettronica di consumo in modo tale da evocare caos e disordine o formalismo e minimalismo.

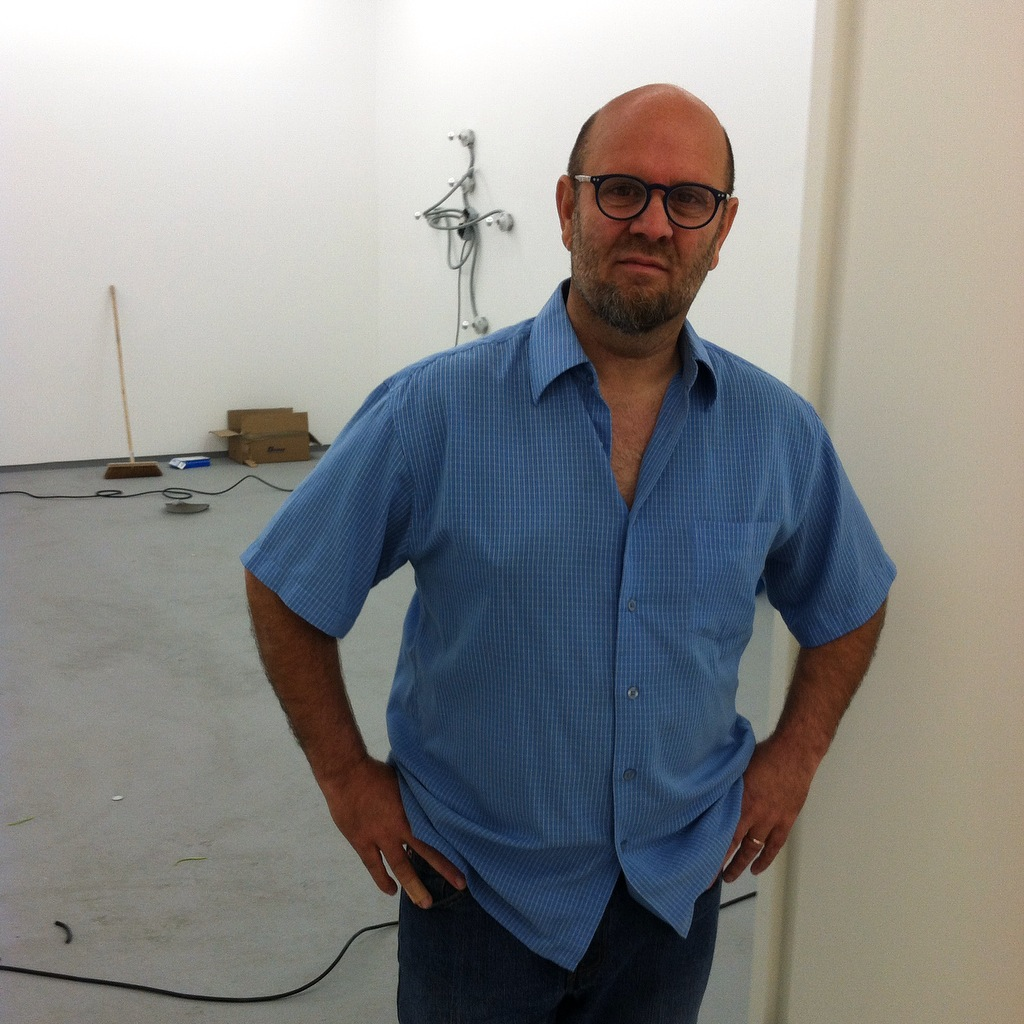
Matthew McCaslin installa una mostra al New Art Projects, Londra, 2016

## Biografia
McCaslin ricevette il baccalureato in Belle Arti presso la Parsons The New School For Design di New York nel 1980.
Egli è internazionalmente noto per i suoi video e sculture leggere. Il suo distinto vocabolario visivo, fatto di materiali industriali, combina eleganza e formalismo con rudezza e spontaneità.
McCaslin include regolarmente televisori, orologi, lampadine, ventilatori, prese elettriche, cavi e li metyte nelle sue sculture. Immagini, spesso di fenemeni naturali, presentate su monitor televisivi sono parimenti integrate. L'uso di questi oggetti quotidiani ricorda al visitatore la sua dipendenza quotidiana da un sistema di supporti tecnologici. Inerente all'arte di McCaslin è il confronto tra funzionalità ed estetica. Riguardo alle sue opere, egli afferma: 
(MATTHEW McCASLIN at geringgallery.com)
Egli ha esposto ampiamente in gallerie e musei nel mondo, compresa New York, Los Angeles, Buenos Aires e Parigi, tra altre città statunitensi e internazionali. Più recentemente l'artista ha esposto in mostre personali a Parigi, Colonia, Madrid e Norimberga. Opere di McCaslin si possono trovare presso il Museo di Arte Contemporanea di Los Angeles, il Walker Art Center di Minneapolis, nel Minnesota, e il Museo Ludwig a Colonia, in Germania e molti altri. Attualmente egli vive a Brooklyn con la moglie, fotografa, e con il figlio Lucas.